# Акалтын (Андижанская область)
Акалтын (узб. Oqoltin / Оқолтин) — городской посёлок (с 2009 года), административный центр Улугнорского района Андижанской области Узбекистана.

## Население
По переписи населения в 1989 году в селе проживало 6522 человека.